# Aldo Lamorte
Aldo Lamorte (Montevideo, 1957) è un architetto e politico uruguaiano e italiano.

## Biografia
Laureato in Architettura presso l'Università della Repubblica, è autore, tra altre opere, dell'Hotel Palladium, la sede della Camera delle industrie uruguaiana, la sede del Club de los Industriales, il riciclaggio del Palazzo Pitamiglio e il terminal degli autobus suburbani Baltasar Brum sulla strada Río Branco.
In politica uruguaiana, Lamorte è stato candidato alla presidenza per l'Unione Civica. Successivamente si è iscritto al Partito Nazionale, ottenendo un seggio come senatore supplente nel 2009.
Invece, nell'ambito della politica italiana, Lamorte è stato candidato nell'elezioni di 2006 e di 2008 per l'Unione dei Democratici Cristiani e Democratici di Centro. Poi è stato parte del Consiglio Generale degli Italiani all’Estero - CGIE, in rappresentanza del Movimento Associativo Italiani all'Estero (MAIE).